# 1957年朝鮮民主主義人民共和國最高人民會議選舉
朝鮮民主主義人民共和國第二屆最高人民會議選舉在1957年10月27日舉行，以直選的方式決出215個最高人民會議的席位所屬。本次的選舉原定於1953年舉行，但由於朝鲜战争的關係而延期至1957年。
這次選舉所決出的議席比上一屆的選舉大減357席，俄罗斯朝鲜问题专家安德烈·兰科夫在《北朝鲜危机：去斯大林化的失败》（Crisis in North Korea: The Failure of De-Stalinization）一书中认为这主要是由于战后韩国加強對当地共產党员的打壓，因此的所有位于韩国的選區均处于无效状态，在八月宗派事件後，朝鮮勞動黨委員長兼內閣首相金日成也加強了對議會的控制，使得最高人民會議的席位缩减。
與上届选举类似，本屆選舉继续实行单一选区制，即每个选区最高票者当选。根据迪特·诺尔等人所著《亚太地区选举制度》（Elections in Asia and the Pacific）一书认为候选人都经过朝鮮勞動黨的事前审核及挑選，朝鮮勞動黨可以继续得到最高人民會議执政党地位，這屆選舉的投票率為100%，參選人當選率為99.9%。

## 結果
受八月宗派事件影響，朝鮮勞動黨的衛星黨—朝鮮民主黨、天道教青友黨、勤勞人民黨、人民共和黨和民主獨立黨所得的席位也大幅減少，朝鮮勞動黨繼續成為最大黨。
| 政黨           | 取得席位 | +/-  |
| -------------- | -------- | ---- |
| 朝鮮勞動黨     | 178席    | ▲21  |
| 朝鮮民主黨     | 11席     | ▼24  |
| 天道教青友黨   | 11席     | ▼24  |
| 勤勞人民黨     | 3席      | ▼17  |
| 人民共和黨     | 3席      | ▼17  |
| 朝鮮佛教徒聯盟 | 2席      | 新   |
| 民主人民聯盟   | 1席      | 新   |
| 民主獨立黨     | 1席      | ▼19  |
| 其他政黨       | 5席      |      |
| 總計           | 215席    | ▼357 |

## 資料來源
1. ↑  Andrei N. Lankov. Crisis in North Korea: The Failure of De-Stalinization, 1956. 198
2. ↑  Nohlen, D, Grotz, F & Hartmann, C (2001) Elections in Asia and the Pacific: A Data Handbook: South East Asia, East Asia, and the Pacific Volume 2, p403 ISBN 0-19-924959-8
3. ↑  Andrei N. Lankov. Crisis in North Korea: The Failure of De-Stalinization, 1956. 199